# Walls Can Fall
Walls Can Fall è un album in studio del cantante statunitense George Jones, pubblicato nel 1992.

## Tracce
1. I Don't Need Your Rockin' Chair – 3:29 (Frank Dycus, Billy Yates, Kerry Kurt Phillips)
2. Walls Can Fall – 3:10 (Dycus, Yates, Bruce Bouton)
3. Don't Send Me No Angels – 3:21 (Wayne Kemp)
4. Drive Me to Drink – 2:43 (Michael Hoffman, Gene Dobbins)
5. What Am I Doing There – 3:48 (Buddy Brock, Zack Turner)
6. Wrong's What I Do Best – 2:42 (Dickey Lee, Freddy Weller, Mike Campbell)
7. There's the Door – 2:38 (Paul Nelson, Gene Nelson)
8. You Must Have Walked Across My Mind Again – 2:54 (Kemp, Warren Robb)
9. The Bottle Let Me Down – 3:43 (Merle Haggard)
10. Finally Friday – 2:45 (Dennis Robbins, Bobby Boyd, Warren Haynes)